# Osip Buracinski
Оsip Buracinski (în poloneză Osyp Buraczynśkyj și în ucraineană Осип Бурачинський) (n. 21 august 1877, Krîvorivnia,  raionul Verhovina, regiunea Ivano-Frankivsk - d. 29 februarie 1948, Chojnice, Polonia) a fost un activist politic și social ucrainean din Bucovina. A îndeplinit funcția de deputat în Dieta Bucovinei (1911-1918) și, în timpul existenței Republicii Populare a Ucrainei Occidentale, a fost membru al Radei Naționale Ucrainene și secretar de stat pentru probleme juridice. 

## Originea
Osip Buracinski s-a născut la 21 august 1877 în satul Krîvorivnia din districtul Cosău (în prezent în raionul Verhovina din regiunea Ivano-Frankivsk), în familia preotului Iosîp Buracinski și a soției sale, Zenovia.  
Tatăl său, Iosîp Buracinski (1838-1903), a studiat teologia, literatura ucraineană și filologia clasică la Cernăuți, Liov și la Universitatea din Viena. Din 1862 a predat filologia clasică la Gimnaziul din Cernăuți. În același an s-a căsătorit cu Zenovia Navroțki (1843-1909), fiica preotului Andrei Navroțki și a Mariei Hlibovîțki din satul Kutuzov, a fost hirotonit ca preot și repartizat la parohia din satul Krîvorivnia. Din 1885 și până la moartea sa a fost preot-paroh în satul Kniajdvir de lângă Colomeea. 
Iosîp și Zenovia Buracinski au avut, în afară de Osip, alți trei fii și două fiice:
- Țelina (1860-1924) - activistă în domeniul cultural, soția celebrului medic Ivan Kuriveț;
- Andrii (1863-1941) - doctor în medicină, medic militar dermatolog, colonel, șeful serviciului sanitar al Armatei Ucrainene din Galiția, membru al Asociației Medicale Ucrainene, activist cultural, căsătorit cu Liudmila Konreț;
- Maria (1865-1935) - activistă în domeniul cultural, culegătoare de folclor huțul, autoare a unui dicționar de cuvinte huțule, una dintre primele membre ale Asociației Femeilor Ruse, soția lui Oleksie Volianski;
- Erast (1875-1942) - inginer funciar, căsătorit cu Olha Lopatînski;
- Tit-Evhen (1880-1968) - celebru medic și lider ucrainean, căsătorit cu Zenovia Levînski.

## Activități publice
După absolvirea studiilor de drept, a lucrat ca jurist la Tribunalul din Cernăuți. Participarea sa activă la activitățile culturale și educaționale i-a adus un respect din partea populației ucrainene din Bucovina. Aceasta l-a ales ca deputat în Dieta Bucovinei, unde a activat între anii 1911-1918.
În octombrie 1918, după proclamarea Republicii Populare a Ucrainei Occidentale, a devenit membru al Radei Naționale Ucrainene, ca reprezentant al Bucovinei. El a fost printre organizatorii activi ai Adunării Populare din Bucovina, care a avut loc în 3 noiembrie 1918 la Cernăuți și la care au luat parte peste 10 mii de participanți din toate districtele Bucovinei. Adunarea a hotărât ca districtele din nordul Bucovinei (unde locuia un număr mare de ucraineni) să formeze o regiune ucraineană, aflată sub autoritatea Radei Naționale Ucrainene din Liov. În ianuarie 1919, Osip Buracinski a fost ales ca secretar de stat pentru probleme juridice al Republicii Populare a Ucrainei Occidentale.
În timpul ocupării Galiției de către Polonia, a lucrat ca avocat la Ivano Frankivsk (Stanisławów) și Liov (Lwów). Mai târziu, în anii '30 ai secolului al XX-lea, autoritățile poloneze l-au numit ca director al Tribunalului districtual din orașul Starogard Gdański (din Voievodatul Pomerania) și apoi pe același post în orașul Chojnice. După ce a plecat din serviciul public, și-a reluat activitatea de avocat.

## Familia
Osip Buracinski a fost căsătorit cu Olena Dobrovolski (1884-1968). Cei doi au avut trei copii: Andrei (mort în copilărie în mod tragic), Оlena (1908-1998), medic stomatolog și Maria (1912-1998), contabil.  
Osip Buracinski a murit la 29 februarie 1948 în orașul Chojnice, unde a fost și înmormântat.

## Bibiografie
- Volodimir Kubiiovici (ed.) - Енциклопедія українознавства (10 vol.) (Paris - New York, "Life Young", 1954-1989)
- P. Arsenîci - Священичий рід Бурачинських (Nova Zoria, Ivano-Frankivsk, 2004), 192 p.

1. 1 2  WorldCat Entities, accesat în 21 ianuarie 2025